# Damian Lillard
Damian Lamonte Ollie Lillard (* 15. Juli 1990 in Oakland, Kalifornien) ist ein US-amerikanischer Basketballspieler, der auf der Position des Point Guards für die Portland Trail Blazers in der NBA spielt. Er wurde von den Portland Trail Blazers im NBA-Draft 2012 an sechster Stelle ausgewählt, nachdem er vier Jahre für die Weber State University gespielt hatte.
Lillard wurde nach seiner Debütsaison zum NBA Rookie of the Year ernannt und im weiteren Verlauf seiner Karriere bisher fünfmal in die NBA-Auswahl und sechsmal zum All-Star gewählt. Seine sechs All-Star-Auszeichnungen sind die zweitmeisten in der Geschichte der Portland Trail Blazers.

## Highschool
Lillard spielte für die Oakland High School, wo er durchschnittlich über 28 Punkte pro Spiel erzielte, in einem Spiel markierte er sogar 45 Punkte. Nach der Highschool entschied sich Lillard für die Weber State University im Bundesstaat Utah.

## College
In seiner Freshman-Saison 2008/09 führte er seine Universitätsmannschaft, die Weber State Wildcats, zum Gewinn der Regular Season der Big Sky Conference. In seiner Senior-Saison erreichte das Team mit einer Bilanz von 14 Siegen und nur 2 Niederlagen die Finals der Big Sky Conference. Er wurde als Big Sky MVP ausgezeichnet. Am Ende der Saison führte er die Statistiken in Punkten (24,5) an.

## NBA-Karriere

### Saison 2012/13
Lillard wurde an 6. Stelle in der NBA-Draft 2012 von den Portland Trail Blazers ausgewählt, damit ist er der höchste Draft-Pick der Weber State University. In seinem ersten Spiel erzielte er 23 Punkte und 11 Assists gegen die Lakers. Oscar Robertson (21 Punkte, 10 Assists im Jahre 1960), Isiah Thomas (31 Punkte, 11 Assists im Jahre 1981) und Michael Carter-Williams (22 Punkte, 12 Assists im Jahre 2013) sind neben Lillard die einzigen Spieler, die zugleich mindestens 20 Punkte und mindestens 10 Assists in ihrem ersten NBA-Spiel erreichten. In seinen ersten drei NBA-Spielen konnte er im Schnitt 21,3 Punkte und 9,0 Assists erzielen. Nur zwei anderen Spielern der NBA-Geschichte gelang dies: Oscar Robertson (1960) für die Cincinnati Royals (24,0 Punkte, 10,0 Assists) und John Wall (2010) für die Washington Wizards (23,7 Punkte, 10,3 Assists). In seinen ersten 10 Spielen erreichte er 19,0 Punkte und 6,1 Assists. Mindestens 19,0 Punkte und 6,0 Assists gelang als Rookie zuletzt Isiah Thomas im Jahre 1981 (21,2 Punkte und 6,9 Assists). In seinem 22. Saisonspiel erzielte er den 400. Punkt und stellte den 140. Assist zu. Nur drei Spieler erreichten diese Marke schneller: Oscar Robertson (im 17. Spiel, 1960), Isiah Thomas (1981) und Allen Iverson (1996) (beide im 21. Spiel).
Beim All-Star-Weekend 2013 konnte er die Skills Challenge gewinnen.
Am Ende seiner ersten NBA-Saison wurde er zum Rookie of the Year 2013 gewählt. Die Saison schloss er mit 19,0 Punkte, 3,1 Rebounds und 6,5 Assists pro Spiel ab und wurde in das NBA All-Rookie First Team berufen.

### Saison 2013/14

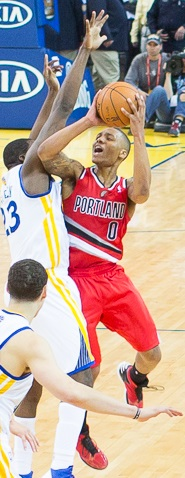
Damian Lillard (2013)

In seinem zweiten Jahr wurde Lillard erstmals in das NBA All-Star Game berufen. Durch das All-Star-Weekend 2014 wurde er zum ersten Spieler, der an allen fünf Wettbewerben (Slam Dunk Contest, Three-Point Shootout, Skills Challenge, Shooting Stars Challenge, Rising Stars Challenge) teilnahm. Gemeinsam mit Trey Burke gelang ihm die Titelverteidigung seines Skills-Challenge-Titels vom Vorjahr.
Lillard beendete die Saison mit 20,7 Punkten, 3,5 Rebounds und 5,6 Assists im Schnitt.

### Saison 2014/15
2015 wurde Lillard nach der Verletzung von Blake Griffin für das All-Star-Game nachnominiert. Lillards 21,0 Punkte, 4,6 Rebounds und 6,2 Assists, mit denen er die Saison beendete, bedeuteten für ihn bisherige Karrierebestwerte in all diesen Kategorien.

### Saison 2015/16
Mit insgesamt 828 verwandelten Dreiern nach der Saison 2015/16 gelang es ihm, einen neuen Franchiserekord aufzustellen, den er Wesley Matthews (826) abnahm. Portland spielte entgegen der allgemeinen Erwartung eine gute Saison, was nicht zuletzt dank Lillard der Fall war, der einen Karrierebestwert von 25 Punkten pro Spiel auflegte. Portland qualifizierte sich hierdurch für die Playoffs, Lillard wurde jedoch in diesem Jahr bei der Wahl zum All-Star übergangen.

### Saison 2016/17
In der Saison 2016/17 gelangen Lillard am 9. April 2017 im Spiel gegen die Utah Jazz nicht nur ein Karriererekord von 59 Punkten, Lillard brach auch den internen Franchiserekord von Damon Stoudamire, der bis dato diesen Rekord mit 54 Punkten hielt.
Lillard schloss die Saison mit dem neuen Karrierehöchstwert 27,0 Punkten pro Spiel ab. Zudem gelangen ihm durchschnittlich 4,9 Rebounds und 5,9 Assists pro Spiel.

### Saison 2017/18
Mit 26,9 Punkten, 4,5 Rebounds und 6,6 Assists pro Spiel konnte Lillard an die Leistungen der Vorsaison anknüpfen. Nach zwei Jahren Abstinenz wurde er in dieser Saison auch wieder für das All-Star-Game nominiert. Mit 49 Siegen bei 33 Niederlagen landeten die Trail Blazers zwar auf Rang 3 der Western Conference, mussten sich jedoch in den Playoffs bereits in der ersten Runde mit 0:4 den New Orleans Pelicans geschlagen geben.

### Saison 2018/19
Lillard konnte in dieser Saison sein viertes All-Star-Game bestreiten und beendete die reguläre Saison mit 25,8 Punkten, 4,6 Rebounds und 6,9 Assiste im Schnitt.
In den Playoffs 2019 gelang Lillard im fünften Spiel der ersten Runde gegen die Oklahoma City Thunder der spielentscheidende Wurf (Buzzer Beater) zum Sieg seiner Blazers. Insgesamt erzielte Lillard 50 Punkte, traf dabei zehn Dreipunktewürfe und führte damit die Trailblazers in das Conference-Halbfinale. Die Trail Blazers konnten bis in die Western-Conference-Finals vordringen, mussten sich dort jedoch mit 0:4 den Golden State Warriors geschlagen geben.

### Saison 2019/20
Am 8. November 2019 überbot Lillard seinen Franchiserekord der meisten erzielten Punkte in einem Spiel, als er bei der 115:119-Niederlage der Blazers gegen die Brooklyn Nets 60 Punkte erzielte.
Am 20. Januar 2020 überbot Lillard seinen Franchiserekord vom 8. November 2019: Im Spiel gegen die Golden State Warriors erzielte er 61 Punkte.
Am 29. Januar 2020 erzielte er beim 125:112-Sieg gegen die Houston Rockets sein erstes Triple-Double (36 Punkte, 11 Assists und 10 Rebounds). In jenem Spiel konnte Lillard zudem einen NBA-Rekord egalisieren: Mit sechs erzielten Dreiern addierten sich seine Leistungen aus den letzten Spielen zu 33 erfolgreich verwandelten Dreipunktwürfen in vier aufeinanderfolgenden Spielen. Dies war zuvor lediglich Stephen Curry (Golden State Warriors) im Februar 2016 gelungen. Die hohe Zahl an verwandelten Dreipunktwürfen setzte sich auch in den Folgespielen fort, sodass Lillard am 2. Februar 2020 mit dem Spiel gegen Utah Jazz einen neuen Rekord aufstellte: 49 verwandelte Dreipunktwürfe in sechs aufeinanderfolgenden Spielen waren nie zuvor einem NBA-Spieler gelungen. Lillard baute damit seinen eigenen Franchiserekord der meisten verwandelten Dreipunktwürfe auf 1698 aus. Nach dem Spiel kommentierte Lillard sein derzeitiges Leistungshoch mit den Worten „I've never been in this type of rhythm in my life.“ In diese Phase fiel auch die Nominierung für das All-Star-Game 2020, der er aufgrund einer Leistenzerrung jedoch nicht nachkommen konnte.
Am 11. August 2020 konnte Lillard seinen persönlichen Punkterekord in einem der letzten Saisonspiele (der durch die Covid-19-Pandemie unterbrochenen Saison) egalisieren. Beim 134:131 gegen die Dallas Mavericks legte er erneut 61 Punkte auf.

### Saison 2020/21
Am 17. Februar 2021 gelangen Lillard 43 Punkte und 16 Assists beim 126.124-Sieg gegen die New Orleans Pelicans. Zu diesem Zeitpunkt war er damit einer von nur 12 Spielern in der Geschichte der NBA, die 40 oder mehr Punkte, sowie 15 oder mehr Assists in einem Spiel erreichten.

### Saison 2021/22
Die Saison 2021/22 war für Lillard durch eine lange Verletzungsphase geprägt. Bis zum Saisonende kam er nur auf 29 Spiele. Die Trail Blazers verpassten am Ende der Regular Season die Playoffs.

### Saison 2022/23
Lillard erzielte am 26. Februar 2023 beim 131:114-Sieg gegen die Houston Rockets mit insgesamt 71 Punkten (22 seiner 38 Würfe trafen) einen neuen persönlichen Punkterekord. Lillard versenkte 13 Dreipunktwürfe (Rekord bei den Portland Trail Blazers). Er ist der achte Spieler, der die 70-Punkte-Marke in einem Spiel durchbrach. Mit 32 Jahren ist er der älteste, dem dies gelang. Die letzten Spiele der regulären Saison verpasste Lillard aufgrund einer neuerlichen Verletzung. Die Trail Blazers qualifizierten sich zum Ende der Regular Season als 13. der Western Conference erneut nicht für die Playoffs.

### Saison 2023/24
Vor der Saison 2023/24 waren mehrfach Wechselwünsche seitens Lillard kommuniziert worden. Nachdem lange Zeit die Miami Heat als Favorit für eine Verpflichtung des mehrfachen All-Stars gegolten hatten, wurde am 27. September 2023 der Wechsel zu den Milwaukee Bucks verkündet.

### Saison 2024/25
In der Saison 2024/25 absolvierte Lillard 58 Spiele der Hauptrunde und stand an deren Ende bei insgesamt 900 bestrittenen Karrierespielen, die er allesamt als Bestandteil der Startaufstellung absolvieren durfte. Seine Saisonstatistiken wiesen 24,9 Punkte, 7,1 Assists und 4,7 Rebounds pro Spiel auf. Für diese Leistung wurde er zum neunten Mal als All-Star gewählt. Am Dreierwettbewerb, den er in den beiden vorherigen Spielzeiten hatte gewinnen können, nahm er auch in diesem Jahr teil, musste sich jedoch Tyler Herro geschlagen geben. Im April 2025 riss sich Lillard im vierten Spiel der Erstrundenserie gegen die Indiana Pacers nach sechs Minuten Spielzeit die Achillessehne. Nach der Saison wurde er daraufhin angesichts des drohenden Ausfalls für mindestens einen Großteil der Folgesaison von den Bucks entlassen, um stattdessen Myles Turner verpflichten zu können. Gut zwei Wochen später unterschrieb Lillard für die kommenden drei Jahre einen Vertrag bei seinem vorherigen Verein, den Portland Trail Blazers.

## Privates
Lillard war bis 2023 mit Kay'La Hanson verheiratet und ist Vater von einem Sohn (* 31. März 2018) und von Zwillingen (eine Tochter und ein Sohn, * 22. Januar 2021).

## NBA-Statistiken

### Regular Season
| Saison   | Team      | GP  | GS  | MPG  | FG%  | 3P%  | FT%   | RPG | APG | SPG | BPG | PPG  |
| -------- | --------- | --- | --- | ---- | ---- | ---- | ----- | --- | --- | --- | --- | ---- |
| 2012–13  | Portland  | 82  | 82  | 38.6 | .429 | .368 | .844  | 3.1 | 6.5 | 0.9 | 0.2 | 19.0 |
| 2013–14  | Portland  | 82  | 82  | 35.8 | .424 | .394 | .871  | 3.5 | 5.6 | 0.8 | 0.3 | 20.7 |
| 2014–15  | Portland  | 82  | 82  | 35.7 | .434 | .343 | .864  | 4.6 | 6.2 | 1.2 | 0.3 | 21.0 |
| 2015–16  | Portland  | 75  | 75  | 35.7 | .419 | .375 | .892  | 4.0 | 6.8 | 0.9 | 0.4 | 25.1 |
| 2016–17  | Portland  | 75  | 75  | 35.9 | .444 | .370 | .895  | 4.9 | 5.9 | 0.9 | 0.3 | 27.0 |
| 2017–18  | Portland  | 73  | 73  | 36.6 | .439 | .361 | .916  | 4.5 | 6.6 | 1.1 | 0.4 | 26.9 |
| 2018–19  | Portland  | 80  | 80  | 35.5 | .444 | .369 | .912  | 4.6 | 6.9 | 1.1 | 0.4 | 25.8 |
| 2019–20  | Portland  | 66  | 66  | 37.5 | .463 | .401 | .888  | 4.3 | 8.0 | 1.1 | 0.3 | 30.0 |
| 2020–21  | Portland  | 67  | 67  | 35.8 | .451 | .391 | .928  | 4.2 | 7.5 | 0.9 | 0.3 | 28.8 |
| 2021–22  | Portland  | 29  | 29  | 36.4 | .402 | .324 | .878  | 4.1 | 7.3 | 0.6 | 0.4 | 24.0 |
| 2022–23  | Portland  | 58  | 58  | 36.3 | .463 | .371 | .914  | 4.8 | 7.3 | 0.9 | 0.3 | 32.2 |
| 2023–24  | Milwaukee | 73  | 73  | 35.3 | .424 | .354 | .920  | 4.4 | 7.0 | 1.0 | 0.2 | 24.3 |
| Gesamt   | Gesamt    | 842 | 842 | 36.2 | .438 | .371 | .897  | 4.2 | 6.7 | 1.0 | 0.3 | 25.1 |
| All-Star | All-Star  | 7   | 1   | 20.4 | .475 | .424 | 1.000 | 2.9 | 2.9 | 1.0 | 0.0 | 22.3 |

### Play-offs
| Saison | Team      | GP | GS | MPG  | FG%  | 3P%  | FT%  | RPG | APG  | SPG | BPG | PPG  |
| ------ | --------- | -- | -- | ---- | ---- | ---- | ---- | --- | ---- | --- | --- | ---- |
| 2014   | Portland  | 11 | 11 | 42.4 | .439 | .386 | .894 | 5.1 | 6.5  | 1.0 | 0.1 | 22.9 |
| 2015   | Portland  | 5  | 5  | 40.2 | .406 | .161 | .781 | 4.0 | 4.6  | 0.4 | 0.6 | 21.6 |
| 2016   | Portland  | 11 | 11 | 39.7 | .368 | .393 | .910 | 4.3 | 6.3  | 1.3 | 0.3 | 26.5 |
| 2017   | Portland  | 4  | 4  | 37.8 | .433 | .281 | .960 | 4.5 | 3.3  | 1.3 | 0.5 | 27.8 |
| 2018   | Portland  | 4  | 4  | 40.5 | .352 | .300 | .882 | 4.5 | 4.8  | 1.3 | 0.0 | 18.5 |
| 2019   | Portland  | 16 | 16 | 40.6 | .418 | .373 | .833 | 4.8 | 6.6  | 1.7 | 0.3 | 26.9 |
| 2020   | Portland  | 4  | 4  | 35.8 | .406 | .394 | .970 | 3.5 | 4.3  | 0.5 | 0.3 | 24.3 |
| 2021   | Portland  | 6  | 6  | 41.3 | .463 | .449 | .940 | 4.3 | 10.2 | 1.0 | 0.7 | 34.3 |
| 2024   | Milwaukee | 4  | 4  | 39.0 | .420 | .417 | .974 | 3.3 | 5.0  | 1.0 | 0.0 | 31.3 |
| Gesamt | Gesamt    | 65 | 65 | 40.2 | .412 | .373 | .894 | 4.4 | 6.2  | 1.2 | 0.3 | 26.1 |

## Auszeichnungen
- 7× All-NBA Team
  - 1× All-NBA First Team: 2018
  - 4× All-NBA Second Team: 2016, 2019–2021
  - 2× All-NBA Third Team: 2014, 2023
- 9× NBA All-Star: 2014, 2015, 2018–2021, 2023–2025 (2020 wegen Verletzung verzichtet)
- All-Star Game MVP (2024)
- Rookie of the Year: 2013
- NBA All-Rookie First Team: 2013
- Twyman-Stokes Teammate of the Year Award: 2021
- 2× Sieger des Dreier-Wettbewerbs beim NBA All-Star-Weekend: 2023, 2024
- 2× NBA Rising Star: 2013, 2014
- 2× NBA Skills Challenge Champion: 2013, 2014
- NBA Bubble-MVP
- All-NBA-Bubble First Team
- NBA 75th Anniversary Team